# Jaume Barjau Martí
Jaume Barjau Martí, amb el nom religiós de Fra Josep Oriol, (Barcelona, 25 de juliol de 1891 - Manresa, 24 de juliol de 1936) fou un religiós caputxí català.
Fill de l'hebraista de la Universitat de Barcelona Dr. Francesc Barjau, desenvolupà la seva infantesa a Sevilla, on el seu pare exercí de catedràtic d'Àrab i Hebreu. Quan retornà a Barcelona, junt amb el seu germà Francesc ingressaren al Seminari Conciliar de Barcelona, però fascinat per la figura de sant Francesc d'Assís, Jaume Barjau sol·licità l'ingrés als caputxins. Començà el noviciat al Convent de Caputxins d'Arenys de Mar el 21 d'octubre del 1906. El 15 d'agost de 1911 exercí la seva professió religiosa, sent ordenat sacerdot el 29 de maig de 1915. Va ensenyar litúrgia, hebreu i història eclesiàstica al teòleg de Sarrià. Des del 1925 va viure al convent de Manresa. En el seu exercici religiós es dedicà a la predicació, atenció al confessionari, direcció espiritual i, també, a la recerca històrica. Preparà l'edició del Chorale Psalterium, obra monumental que rebé els elogis del papa Pius XI, estampat l'any 1932 a Manresa per a ús de totes les cases de l'Orde.
Es va veure obligat a abandonar el convent i, el 24 de juliol de 1936, mentre portava la comunió a una monja clarissa, va ser identificat pels milicians i portat amb un camió just a la sortida de la ciutat. El P. Oriol havia trobat refugi en una casa veïna al convent i celebrava clandestinament l'eucaristia i també visitava i administrava els sagraments a religiosos i religioses ocults. En una d'aquestes sortides, fou descobert i detingut. Després de manifestar-se religiós, fou insultat i assotat mentre perdonava els botxins i recitava el Te Deum. Finalment, al capvespre del 24 de juliol del 1936 fou assassinat junt amb Mn. Vintró al camí rural del Pouet de Bufalvent, als afores de Manresa. El P. Oriol inaugurà la llista dels màrtirs caputxins in odium Ecclesiae. El seu procés de beatificació començà a la diòcesi de Vic el 18 d'abril del 1955, fou tramès a Roma l'any 1962 i fou prosseguit i completat entre 1997-2005. El 24 de gener del 2020 el papa Francesc aprovava la seva beatificació.